# ソリティ馬
『ソリティ馬』（ソリティば）は、2013年7月31日にゲームフリークより発売されたニンテンドー3DSダウンロードソフト。ゲームフリーク初のセルフパブリッシングタイトルである。
2014年秋にはスマートフォン（iOS/Android）向けにもリリースされた。スマートフォン版は配信終了ののち、2023年1月21日よりパワーアップ版『ソリティ馬 Ride On!』が、Mac/iOS向けのゲームサブスクリプションサービス「Apple Arcade」にて提供される。

## 概要
プレイヤーは騎手となり、「ソリティアフェーズ」で馬との折り合いを良くさせ、「コントロールフェーズ」で馬の進行ラインを描くなどしてレースを勝利に導いて行く競馬ゲーム。新馬でGI勝利を目指す「若駒モード」、「若駒モード」で育てた馬を更に走らせる「古馬モード」、引退した古馬を交配させる「牧場」がある。

### ソリティアフェーズ
ソリティアと呼ばれる一人用トランプのうち「ゴルフ」をプレイし、その結果で「おりあいパワー」が貯まっていく。難易度はコントロールフェーズの位置取りやレースのペースによって決まる。
「スタートソリティア」で場札の一番下にあるカードを取るとレーススタートとなる。

### コントロールフェーズ
ラインを引いてレース中の位置取りを決めたり、右上にあるアイコン（プルプルくん）を擦って、おりあいパワーを気合に変換する。コースの長さによって、ソリティアフェーズ、コントロールフェーズが繰り返される。
最後の直線ではスタミナに応じたハートの枚数分だけムチを叩ける。

### スペシャルカード
コントロールフェーズの途中に落ちているカードを拾うと次のソリティアフェーズに出てくるカードにスペシャルカードの能力が内包されるので、それを取ってようやくスペシャルカードの恩恵を得られる。
カードにはレース後に経験値を与える「けいけんちカード」、レース後にスキルを習得させるためのひらめき値を与える「ひらめきカード」、最後の直線でブーストさせる「ブーストカード」などがある。

## 開発秘話
元々この作品は一之瀬剛が発起して社内の競馬仲間の田谷正夫を巻き込んで制作したものである。森本茂樹は「『ダビスタ』より面白い競馬ゲームなんてできっこねーだろ」と製作チーム加入を拒否したが、結局は色々と彼もバランス調整に口出しした。

## 評価
- 日本ゲーム大賞2014の特別賞を受賞している。